# 79th Infantry Division
La 79th Infantry Division (79ª Divisione di fanteria) è stata una divisione di fanteria dell'esercito degli Stati Uniti che ha partecipato alla prima guerra mondiale, ed alla seconda guerra mondiale.